# Het vervloekte venster
Het vervloekte venster is het driehonderdvijfendertigste stripverhaal uit de reeks van Suske en Wiske. Het is geschreven door Peter Van Gucht.

## Personages
- Suske, Wiske, Lambik, Jerom, Jacobus (Kobe) Amerechts, Roza Berewitz, postbode, gangsters, avonturier, bouwvakkers, Jacqueline, Jacoba

## Locaties
- hotel Duinroos, kust, kantoor van Amerechts

## Het verhaal
Suske, Wiske, Lambik en Jerom logeren in een hotel. Het lijkt alsof de tijd er heeft stilgestaan. De man achter de balie lijkt wel een dwerg. 's Avonds ontdekken Suske en Wiske een afgesloten kamer. Bij één raam zien ze een mooie lucht en de zonsondergang, maar bij een ander raam onweert het. Ook zien ze dat de auto's erg oud zijn; achter het raam is het nog het verleden. Wiske ziet hoe een man een kat ontvoert; een meisje achtervolgt hem. Wiske maakt zich hier druk om en valt uit het raam. Suske volgt Wiske door het raam. Ze valt de man aan, waarna de kat ontsnapt. Het meisje wil de kat pakken, maar wordt door een enorme golf gegrepen en verdrinkt. 
Suske en Wiske willen weer terug naar het heden, maar ze zien dat het raam weer normaal geworden is. Als ze het hotel binnengaan, zien ze hippies en zien dat de eigenaresse verdronken is. Ze heeft het hotel geërfd van haar opa en liet artiesten en andersdenkenden binnen. Suske en Wiske horen dat ze Roza heette. De hele nacht denken de kinderen aan Roza. Ze zijn enorm verbaasd als ze haar de volgende dag, samen met haar kat, ontmoeten. In de krant lezen ze dat het 15 juli 1968 is en dat het na lange tijd prachtig weer die avond zal onweren. De kinderen beseffen dat het de vorige avond onweerde.
Lambik en Jerom ontdekken dat de kinderen verdwenen zijn. Kobe schrikt als hij ziet dat de verborgen kamer ontdekt is. Hij vertelt dat hij 44 jaar geleden het hotel wilde kopen om er een flat te bouwen. Roza weigerde en begon er een commune voor hippies. Hij oefende druk uit en liet haar kat ontvoeren, maar Roza verdronk toen. Kobe werd vervloekt en veranderde in een monsterlijke dwerg. Er ontstond een raam, waarachter het elke dag 15 juli 1968 is. Elke avond om 22:05 is hier zien hoe Roza verdrinkt. Kobe verzwakt en heeft niet lang meer te leven. 
Kobe heeft wel wat pogingen gedaan om Roza te redden. Zo huurde hij een avonturier in, maar niks heeft gewerkt. Lambik klimt uit het raam om Suske en Wiske te redden. De kinderen zien hoe gangsters Roza bedreigen en komen te hulp. De mannen zijn te sterk, maar dan komt Jerom binnen en verslaat de mannen. De vrienden willen Roza behoeden van het ongeluk aan de kust. Wiske probeert de kat te pakken te krijgen, zo zou het ongeluk voorkomen kunnen worden. De kat is haar echter te slim af. Dan proberen ze Roza op te sluiten in een kamer, maar ook dit mislukt. Lambik en Jerom gaan naar het kantoor van Amerechts. Ze praten met de man en willen dat hij Roza met rust laat en zijn bouwproject op de plek van hotel Duinroos niet zal uitvoeren. 
Alle pogingen om het ongeluk te voorkomen mislukken en de vrienden beseffen dat de vloek te sterk is. Lambik ontdekt dat Amerechts zijn lievelingsproject naar de moeder van Roza heeft vernoemd. Roza beseft dan dat Amerechts haar vader is. De moeder van Roza stierf jong en ze werd opgevoed door de oude Wannes Verghist. Hij was de eigenaar van het hotel en noemde zich haar opa. De vrienden doen nog meer pogingen om Roza bij de kust weg te houden tijdens het onweer. Wiske schrijft in het zand dat Roza de dochter is. Kobe beseft dan dat hij de vader is van Roza en klimt uit het raam. Alleen hijzelf kan de vloek verbreken, daarom zijn alle andere pogingen mislukt. Kobe voorkomt dat Roza verdrinkt, maar komt zelf om het leven. Alles verdwijnt en de vrienden zijn opeens terug in het hotel. 
Het hotel is prachtig gerestaureerd. Ze ontmoeten de eigenaresse en dit blijkt de dochter van Roza te zijn. Jacoba laat een schilderij zien van Kobe, ze is vernoemd naar hem. De overnachting krijgen de vrienden gratis. Het uitzicht uit de ramen is prachtig.

## Achtergronden bij het verhaal
Het verhaal werd in 2012 geschreven voor publicatie in Tros Kompas, maar is daar destijds niet in verschenen. Suske en Wiske werden in Tros Kompas vervangen door Donald Duck.
Het verhaal werd in 2012 alsnog uitgegeven voor een actie van het Algemeen Dagblad. Hiervoor werd het verhaal gebundeld met De tragische tante In 2014 werd een luxe-album van het verhaal uitgegeven. In het 2021 kwam een eerste zelfstandige reguliere uitgave als onderdeel van de reeks “Suske en Wiske in het kort”.